# Hakon Lund (kunsthistoriker)
 Der er flere personer med dette navn, se Hakon Lund.
Hakon Lund (født 18. oktober 1928 i Struer, død 4. maj 2013) var en dansk kunsthistoriker, der var bibliotekar ved Kunstakademiets Bibliotek fra 1960 og overbibliotekar 1977-1998.
Hakon Lund var elev af Christian Elling og havde samme specialer som sin læremester, nemlig arkitektur og havekunst. Han blev mag.art. i 1959 på en guldmedaljeafhandling, modtog i 1970 Ny Carlsbergfondets Romerstipendium, 1975 Carl Jacobsens Museumsmandslegat, 1980 Søren Gyldendal Prisen, 1983 Klein-prisen, 1995 N.L. Høyen Medaljen og blev samme år æresdoktor ved Lunds Universitet og i 1997 ved Københavns Universitet. 1999 fik han desuden C.L. Davids Fødselsdagslegat.
Lund var ekstern lektor ved Københavns Universitet 1969-1992, hvor hans undervisning i europæisk arkitektur tjente til at fastholde interessen for dette fagområde, og som leder af Samlingen af Arkitekturtegninger på Kunstakademiet styrkede stedets forsknings- og studiemiljø.
Hans vidtrækkende forfatterskab omfatter De kongelige lysthaver (1977) og monografien i to bind C.F. Hansen (1995, sammen med Anne Lise Thygesen, tysk udg. 1999), Danmarks Arkitektur udkom i seks bind 1979-1981 under hans redaktion.
Han er begravet ved Allerslev Kirke i Lejre Kommune.

## Udvalgte værker
- Hakon Lund, De kongelige lysthaver, København: Gyldendal 1977. ISBN 87-01-34991-0
- Hakon Lund (red.), Danmarks Arkitektur, 6 bind, København: Gyldendal.
- Hakon Lund & Anne Lise Thygesen, C.F. Hansen, 2 bind, København: Arkitektens Forlag 1995. ISBN 87-7407-149-1
- Hakon Lund & Anne Lise Thygesen, Christian Frederik Hansen, 2 bind, München & Berlin: Deutscher Kunstverlag 1999. ISBN 3-422-06247-5